# مارک آلبرایتون (بازیکن فوتبال)
مارک آلبرایتون (انگلیسی: Mark Albrighton؛ زادهٔ ۶ مارس ۱۹۷۶) بازیکن فوتبال اهل بریتانیا است.
از باشگاه‌هایی که در آن بازی کرده‌است می‌توان به باشگاه فوتبال کمبریج یونایتد، باشگاه فوتبال دونکستر راورز، باشگاه فوتبال دارلینگتون، باشگاه فوتبال آترستون تاون، باشگاه فوتبال نانیتون تاون، باشگاه فوتبال استیونج، باشگاه فوتبال کیدرمینستر هاریرس، باشگاه فوتبال بوستون یونایتد، و باشگاه فوتبال بارول اشاره کرد.